# Mount Pleasant House
La Mount Pleasant House è una villa in stile italianeggiante fatta costruire nel 1876 dall'uomo d'affari e magnate statunitense William H. Perry su progetto del rinomato architetto Ezra F. Kysor nel quartiere Boyle Heights della città di Los Angeles.
Nel 1975, per evitarne la distruzione, l'edificio venne spostato dalla sua posizione originale al 1315 di Mount Pleasant Street a Boyle Heights e posta nell'Heritage Square Museum, un museo che si trova nel quartiere di Montecito Heights a Los Angeles.
L'abitazione contiene dettagli che trasmettono la ricchezza e lo stato sociale del proprietario, tra questi le colonne in stile corinzio, il pavimento in legno ed i camini in marmo. L'edificio si trovava in origine nel quartiere alla moda di Boyle Heights a Los Angeles in California ed è considerato come il più lussuoso e costoso edificio presente a Los Angeles nel decennio del 1870.
Nel 1976 è stata inserita nel National Register of Historic Places.